# Т-37А
Т-37А — радянський малий плавучий танк (в документах деколи згадується, як танкетка). У Робітничо-селянській Червоній армії вони призначалися для виконання завдань щодо забезпечення зв'язку, ведення розвідки і бойової охорони частин на марші, а також безпосередньої підтримки піхоти на полі бою.
Т-37А — перший серійний плавучий танк у світі. За радянською класифікацією 1933 «Про систему танкового озброєння РСЧА» був основним танком в класифікації розвідувальний танк.
Танк було створено в 1932 році на основі британського плавучого танка фірми «Віккерс» і дослідних зразків плавучих танків радянського виробництва. З 1936 був замінений у виробництві на більш досконалий Т-38, що виготовлявся на основі Т-37А.
Т-37А масово використовувалися під час вторгнення РСЧА до Польщі в 1939 році й радянсько-фінської війни 1939–1940 років, а також брали участь у боях початкового періоду німецько-радянської війни.

## Відео
- на сайте rutube.ru
- Видео восстановленного в настоящее время танка и его испытания
- Танк Т — 37